# بني ونجل (بني ونجل تافراوت)
بني ونجل هي إحدى مشيخات المملكة المغربية، تتبع جغرافيا لإقليم تاونات وإداريًا لبني ونجل تافراوت. يقدر عدد سكانها بـ 5328 نسمة حسب الإحصاء الرسمي للسكان والسكنى لسنة 2004.